# Redd (EP)
Redd es el primer EP de la cantante surcoreana Wheein y su debut como solista siendo miembro del grupo femenino Mamamoo. Fue lanzado el 13 de abril de 2021 por RBW. El miniálbum contiene seis pistas, incluyendo la canción principal titulada «Water Color».

## Antecedentes y lanzamiento
El 26 de marzo de 2021, RBW, sello discográfico de Mamamoo, confirmó que Wheein tendría su debut como artista en solitario, tras más de un año desde las últimas promociones en solitario con la otra miembro del grupo, Solar, y su canción principal «Goodbye» en septiembre de 2019.
El 28 de marzo, Wheein lanzó un vídeo de adelanto de su próximo álbum en solitario bajo el título 'Coming soon'. El 2 de abril a la medianoche (KST), se lanzó la primera foto promocional conceptual con el nombre del álbum revelado como Redd y la fecha de lanzamiento oficial para el día 13 de abril de 2021. El mismo día, fue lanzado un calendario de las actividades asociadas al lanzamiento.
El 6 de abril, Wheein lanzó una segunda foto conceptual y una película conceptual para Redd. El 6 de abril, se reveló la lista de canciones, confirmando que llevaría siete pistas, con la canción «Water Color» como sencillo principal.
El 7 de abril se publicó una tercera foto conceptual en las redes sociales oficiales de Mamamoo. El 8 de abril se lanzó un adelanto del vídeo musical oficial en el canal de YouTube del grupo, junto con adelantos de las otras canciones del miniálbum. El 12 de abril se lanzó un segundo vídeo teaser musical para «Water Color».

## Lista de canciones
| CD    |                                 |                                                     |                                 |                        |          |  |
| N.º   | Título                          | Letras                                              | Música                          | Arreglos               | Duración |  |
| 1.    | «Water Color»                   | Park Woosang, JQ, Nam Hyeju                         | Park Woosang                    | Park Woosang           | 3:10     |  |
| 2.    | «Trash» (feat. pH-1)            | Park Woosang, pH-1                                  | Park Woosang, Wheein, pH-1      | Park Woosang           | 2:52     |  |
| 3.    | «Ohoo»                          | Wheein                                              | Ahn Shinae                      | Choi Yong Chan         | 3:16     |  |
| 4.    | «Butterfly» (feat. G.Soul)      | Park Woosang                                        | Park Woosang                    | Park Woosang, Ming Khi | 3:29     |  |
| 5.    | «Springtime (봄이 너에게)»      | Wheein, Park Woosang                                | Park Woosang, Wheein, Fisherman | Fisherman              | 2:41     |  |
| 6.    | «No Thanks»                     | Park Woosang                                        | Park Woosang                    | Park Woosang           | 3:52     |  |
| 7.    | «Water Color» (English version) | Park Woosang, ReMi (Makeumine Works), JQ, Nam Hyeju | Park Woosang                    | Park Woosang           | 3:10     |  |
| 19:49 |                                 |                                                     |                                 |                        |          |  |

## Posicionamiento en listas
| Lista (2021)                     | Mejor posición |
| -------------------------------- | -------------- |
| Corea del Sur (Gaon Album Chart) | 7              |

## Historial de lanzamiento
| País          | Fecha               | Formato                         | Sello discográfico |
| ------------- | ------------------- | ------------------------------- | ------------------ |
| Corea del Sur | 13 de abril de 2022 | CD, descarga digital, streaming | RBW                |